# بامبوس خريستوفي
بامبوس خريستوفي هو لاعب كرة قدم قبرصي في مركز الوسط، ولد في 10 مايو 1968. شارك مع منتخب قبرص لكرة القدم. أما مع النوادي، فقد لعب مع أبولون ليماسول.

## وصلات خارجية
- بامبوس خريستوفي على موقع قاعدة بيانات كرة القدم.إي يو (الإنجليزية)
- بامبوس خريستوفي على موقع ناشيونال فوتبول تيمز (الإنجليزية)